# Flacken, Dalarna
Flacken är en sjö i Hedemora kommun i Dalarna och ingår i Dalälvens huvudavrinningsområde.